# Hibberdiales
Ordre
Les Hibberdiales sont un ordre d'algues unicellulaires de la classe des Chrysophyceae.

## Liste des familles
Selon AlgaeBase (24 janvier 2022) :
- Derepyxidaceae Bourrelly
- Hibberdiaceae R.A.Andersen